# 78 (число)
78 (семьдесят восемь) — натуральное число между 77 и 79.

## В математике
- 12-е треугольное число. ↓66, ↑91
- Наименьшее число, которое можно представить в виде суммы двух простых чисел семью различными способами, с точностью до порядка слагаемых (5+73, 7+71, 11+67, 17+61, 19+59, 31+47, 37+41). ↓60, ↑84
- Кратчайшее решение повёрнутой на 180° начальной конфигурации «пятнашек» содержит 78 движений отдельных плиток[1] (любая конфигурация может быть решена не более чем за 80 ходов[1][2].

## В науке
- Атомный номер платины.

## В других областях
- 78 год, 78 год до н. э., 1978 год
- Микросхемы серии 78xx
- ASCII — код символа «N».
- 78 — Код субъекта Российской Федерации и Код ГИБДД-ГАИ Санкт-Петербурга.
- Азот составляет 78 объёмных процентов земной атмосферы.
- 78 — региональный российский телеканал, вещающий на Санкт-Петербург и Ленинградскую область. Принадлежит МИЦ «Известия».
- 78 карт в колоде Таро.
- 78 количество оборотов в минуту — частота вращения одного из форматов грампластинки.
- 78 — порядковый номер астероида Диана.
- 78 дней — длительность бомбардировок войсками НАТО Югославии.